# Argentinië op de Olympische Winterspelen 1948
Tijdens de Olympische Winterspelen van 1948 die in Sankt Moritz werden gehouden nam Argentinië deel met 10 sporters. Er werden geen medailles veroverd, de twaalfde plaats van de viermansbob was de hoogste prestatie van Argentijnse atleten tijdens deze Winterspelen.

## Prestaties van alle deelnemers

### Alpineskiën
Afdaling mannen
| naam              | prestatie | tijd   | verschill met de winnaar |
| ----------------- | --------- | ------ | ------------------------ |
| Justo Del Carril  | 63e       | 3.46,2 | 51,2                     |
| Luis De Ridder    | 68e       | 3.50,2 | 55,2                     |
| Otto Jung         | 85e       | 4.09,3 | 1.14,3                   |
| Gino De Pellegrin | 91e       | 4.25,2 | 1.30,2                   |
| Pablo Rosenkjer   | 93e       | 4.36,2 | 1.41,2                   |
| Julio Cernuda     | 95e       | 4.46,4 | 1.51,4                   |

Combinatie mannen
| naam              | prestatie | afdaling | slalom  | totaal | verschil met de winnaar |
| ----------------- | --------- | -------- | ------- | ------ | ----------------------- |
| Otto Jung         | 56e       | +41,16*  | +24,89* | 66,05  | 62,78                   |
| Gino De Pellegrin | 60e       | +49,87   | +23,42  | 73,29  | 70,02                   |
| Luis De Ridder    | 63e       | +30,57   | +49,54  | 80,11  | 76,84                   |
| Pablo Rosenkjer   | 64e       | +55,94   | +28,68  | 84,62  | 81,35                   |

*) verschil met nummer 1
Slalom mannen
| naam              | prestatie | run 1  | run 2 | totaal | verschill met de winnaar |
| ----------------- | --------- | ------ | ----- | ------ | ------------------------ |
| Luis De Ridder    | 42e       | 92,2   | 80,2  | 172,4  | 42,1                     |
| Gino De Pellegrin | 43e       | 89,8   | 83,5  | 173,3  | 43,0                     |
| Otto Jung         | 53e       | 114,1  | 81,6  | 195,7  | 65,4                     |
| Pablo Rosenkjer   | 56e       | 108,7* | 94,2  | 207,9  | 77,9                     |

*) exclusief 5 seconden penalty

### Bobsleeën
Tweemansbob
| naam                             | prestatie | run 1  | run 2  | run 3  | run 4  | totaal | verschil met winnaar |
| -------------------------------- | --------- | ------ | ------ | ------ | ------ | ------ | -------------------- |
| Marcello de Ridder Hector Tomasi | 15e       | 1.29,2 | 1.28,5 | 1.27,8 | 1.27,3 | 5.52,8 | 23,6                 |

Viermansbob
| naam                                                              | prestatie | run 1  | run 2  | run 3  | run 4  | totaal | verschil met winnaar |
| ----------------------------------------------------------------- | --------- | ------ | ------ | ------ | ------ | ------ | -------------------- |
| Justo del Carril Salvador Correa Marcello de Ridder Hector Tomasi | 12e       | 1.20,5 | 1.23,4 | 1.24,5 | 1.24,5 | 5.32,9 | 12,8                 |

Argentinië · België · Bulgarije · Canada · Chili · Denemarken · Finland · Frankrijk · Griekenland · Groot-Brittannië · Hongarije · IJsland · Italië · Joegoslavië · Libanon · Liechtenstein · Nederland · Noorwegen · Oostenrijk · Polen · Roemenië · Spanje · Tsjecho-Slowakije · Turkije · Verenigde Staten · Zuid-Korea · Zweden · Zwitserland